# João Oliveira Pinto
Pour les articles homonymes, voir João Oliveira, Oliveira, João Pinto (homonymie) et Pinto.
João Manuel de Oliveira Pinto est un footballeur portugais né le 3 août 1971 à Lisbonne et mort le 8 février 2024. Il est assigné au poste de milieu droit.

## Biographie
Il fait partie des champions du monde des moins de 20 ans en 1991.
Depuis près de deux ans, l'ancien joueur de 52 ans luttait contre une leucémie et était au moment de sa mort délégué du Syndicat des joueurs,.

## Palmarès

### En sélection
- Vainqueur de la Coupe du monde des moins de 20 ans en 1991
- Finaliste de l'Euro espoirs en 1994